# كاثلين فينيران
كاثلين فينيران (بالإنجليزية: Kathleen Finneran)‏ هي كاتبة سير وكاتِبة أمريكية، ولدت في 3 ديسمبر 1957 في سانت لويس في الولايات المتحدة.